# 853 هـ
853 هـ هي سنة في التقويم الهجري امتدت مقابلةً في التقويم الميلادي بين سنتي 1449 و1450.

## وفيات
- أولغ بك